# العلاقات الإيرانية القبرصية
العلاقات الإيرانية القبرصية هي العلاقات الثنائية التي تجمع بين إيران وقبرص.

## مقارنة بين البلدين
هذه مقارنة عامة ومرجعية للدولتين:
| وجه المقارنة                                              | إيران                    | قبرص                                                                 |
| --------------------------------------------------------- | ------------------------ | -------------------------------------------------------------------- |
| المساحة (كم2)                                             | 1.65 مليون               | 9.24 ألف                                                             |
| عدد السكان (نسمة)                                         | 79.97 مليون              | 1.14 مليون                                                           |
| الكثافة السكانية (ن./كم²)                                 | 48.47                    | 123.38                                                               |
| العاصمة                                                   | طهران                    | نيقوسيا                                                              |
| اللغة الرسمية                                             | لغة فارسية               | اليونانية الحديثة، اللغة التركية، لغة يونانية                        |
| العملة                                                    | ريال إيراني              | يورو، جنيه قبرصي                                                     |
| الناتج المحلي الإجمالي (بليون دولار)                      | 439.51 مليار             | 21.65 مليار                                                          |
| الناتج المحلي الإجمالي (تعادل القوة الشرائية) بليون دولار | 1.36 تريليون             | 26.73 مليار                                                          |
| الناتج المحلي الإجمالي الاسمي للفرد دولار أمريكي          |                          | 23.24 ألف                                                            |
| الناتج المحلي الإجمالي للفرد دولار أمريكي                 |                          | 30.24 ألف                                                            |
| مؤشر التنمية البشرية                                      | 0.766                    | 0.850                                                                |
| رمز المكالمات الدولي                                      | +98                      | +357                                                                 |
| رمز الإنترنت                                              | .ir،                     | .cy                                                                  |
| المنطقة الزمنية                                           | ت ع م+03:30، توقيت إيران | ت ع م+02:00، ت ع م+03:00، توقيت شرق أوروبا، توقيت شرق أوروبا الصيفي ‏ |

## مدن متوأمة
في ما يلي قائمة باتفاقيات التوأمة بين مدن إيرانية وقبرصية:
- ترتبط شيراز مع Nicosia Municipality [الإنجليزية]‏ باتفاقية توأمة منذ 1999.[14]

## منظمات دولية مشتركة
يشترك البلدان في عضوية مجموعة من المنظمات الدولية، منها:
| علم المنظمة | اسم المنظمة                        | تاريخ انضمام إيران | تاريخ انضمام قبرص |
| ----------- | ---------------------------------- | ------------------ | ----------------- |
|             | مؤسسة التنمية الدولية              | 10 أكتوبر 1960     | 2 مارس 1962       |
|             | المنظمة الهيدروغرافية الدولية      | ?                  | ?                 |
|             | مؤسسة التمويل الدولية              | 28 ديسمبر 1956     | 2 مارس 1962       |
|             | منظمة حظر الأسلحة الكيميائية       | ?                  | ?                 |
|             | الأمم المتحدة                      | 24 أكتوبر 1945     | 20 سبتمبر 1960    |
|             | منظمة الشرطة الجنائية الدولية      | ?                  | ?                 |
|             | البنك الدولي للإنشاء والتعمير      | 29 ديسمبر 1945     | 21 ديسمبر 1961    |
|             | الاتحاد البريدي العالمي            | ?                  | ?                 |
|             | وكالة ضمان الاستثمار متعدد الأطراف | 15 ديسمبر 2003     | 12 أبريل 1988     |
|             | يونسكو                             | 6 سبتمبر 1948      | 6 فبراير 1961     |
|             | الفريق المعني برصد الأرض           | ?                  | ?                 |

## وصلات خارجية
- موقع وزارة الخارجية الإيرانية
- موقع وزارة الخارجية القبرصية